# Айронсайд, Аделаида
Аделаида Айронсайд (англ. Adelaide Eliza Scott Ironside, 17 ноября 1831, Сидней — 15 апреля 1867, Рим) — австралийская художница. Три её картины были переданы в дар австралийским национальным коллекциям, но в 1888 году они находились «в сарае». Затем их перевезли в Сиднейский университет, а «Брак в Кане» находится в Художественной галерее Нового Южного Уэльса.

## Биография
Айронсайд родилась в Сиднее и была единственным выжившим ребёнком Джеймса Айронсайда, комиссионера, и его жены Марты Ребекки, урождённой Редман. Её дед был главным тюремщиком Сиднея и сам был сослан в Австралию за подделку документов. Её воспитанием занималась мать, и с юных лет она проявила литературные способности, публикуясь в прессе как в прозе, так и в стихах. В 1855 году она решила изучать живопись в Европе и к концу того же года отправилась с матерью в Лондон. Говорят, что она была первой австралийской художницей, которая училась за границей. У неё было рекомендательное письмо к сэру Джеймсу Кларку, через которого она познакомилась с Джоном Рёскиным, проявившим большой интерес к её творчеству. Из Лондона Айронсайд отправилась в Рим, упорно трудилась, чтобы стать художницей, и оставалась там до конца своей жизни. Айронсайд посетили принц Уэльский и Уильям Чарльз Уэнтворт, каждый из которых заплатил по 500 фунтов за картину.
В 1862 году Айронсайд была представлена в зале Нового Южного Уэльса на Большой Лондонской выставке, и две её картины получили хорошие отзывы критиков. В Риме она пользовалась репутацией превосходной художницы.
Айронсайд умерла в Риме 15 апреля 1867 года от туберкулёза. Её отвезли обратно в Лондон и похоронили на кладбище Уэст-Норвуд.
После смерти Аделаиды один из её коллег-художников сказал о её цветах: «написанных так, как никогда прежде не писали цветы… её богатые тициановские краски сочетались с чистотой чувств, которые напоминали видения Беато Анджелико».
Как бы хороша ни была её репутация в Риме, на родине она была вскоре забыта, и ни в одной из национальных галерей не сохранилось ни одного образца её работ. Три её картины — «Паломник искусств», «Брак в Кане» и «Введение волхвов» — были отправлены в Австралию и переданы в Национальную галерею в Сиднее, где Фрэнсис Адамс нашёл их около 1888 года, хранящимися «в каком-то сарае», поскольку «в галерее не было достаточно места». Адамс высоко оценил их и предположил, что в галерее Мельбурна можно было бы найти место, если бы из неё убрали три картины Джорджа Фолингсби и поместили на их место картины мисс Айронсайд. В конце концов они нашли пристанище в столовой колледжа Святого Павла Сиднейского университета.
«Брак в Кане Галилейской» был подарен Художественной галерее Нового Южного Уэльса в 1992 году смотрителем и членами колледжа.
В 2001 году Айронсайд была посмертно включена в Почётный список женщин штата Виктория.